# Ludford
| System                         | Oddział  | Piętro   | Wiek (mln lat) |
| ------------------------------ | -------- | -------- | -------------- |
| Dewon                          | Dolny    | lochkow  | młodsze        |
| Sylur                          | przydol  | przydol  | 423–419,2      |
| Sylur                          | ludlow   | ludford  | 425,6–423      |
| Sylur                          | ludlow   | gorst    | 427,4–425,6    |
| Sylur                          | wenlok   | homer    | 430,5–427,4    |
| Sylur                          | wenlok   | szejnwud | 433,4–430,5    |
| Sylur                          | landower | telicz   | 438,5–433,4    |
| Sylur                          | landower | aeron    | 440,8–438,5    |
| Sylur                          | landower | ruddan   | 443,8–440,8    |
| Ordowik                        | Późny    | hirnant  | starsze        |
| Podział według IUGS, luty 2017 |          |          |                |

Ludford (ang. Ludfordian)
- w sensie geochronologicznym – drugi wiek ludlowu (młodszy sylur), trwający około 2,6 miliona lat (od 425,6 ± 0,9 do 423,0 ± 2,3 mln lat temu).

- w sensie chronostratygraficznym – drugie piętro ludlowu, wyższe od gorstu a niższe od przydolu. Stratotyp dolnej granicy ludfordu znajduje się w kamieniołomie Sunnyhill koło miasta Ludlow (Shropshire, zachodnia Anglia). Dolną granicę ludfordu wyznacza pierwsze pojawienie się graptolita Saetograptus leintwardinensis leintwardinensis. Nazwa pochodzi od wsi Ludford położonej na S od Ludlowu.